# 柴田忠次郎
柴田 忠次郎（しばた ちゅうじろう、1864年1月16日 - 1909年9月27日）は、明治時代の貿易商。日本における活動写真（映画）の導入に貢献した人物である。

## 経歴
愛知県豊田市出身。父は内藤藩の郡奉行を務めた柴田順平。弟に柴田鏡三郎。
東京・京橋の貿易商、新居商会に勤め、興行師の櫛引弓人や新居三郎と関わりを持つ。1893年（明治26年）のシカゴ万国博覧会に日本庭園を出品するため渡米。その後もアメリカ各地の催しに参加した。
1896年（明治29年）、友人の勧めで「ヴァイタスコープ」の上映を観賞。日本での上映を思い立ち、直ちに映写装置と16本のフィルムを3,500円で購入したが、代金が不足していたため、残額を日本で支払うこととなった。これに伴い、代金の取り立て役としてアメリカ人映写技師のダニエル・クロースが同行することとなり、同年末に装置とフィルムを携えて日本に帰国した。
翌1897年（明治30年）、東京・神田の錦輝館にて昼夜2回の活動写真興行を実施し、成功を収める。その後、活動写真事業を大阪の秋田柳吉に譲渡し、再びアメリカへ渡った。
1904年（明治37年）のセントルイス万国博覧会では、日本人村の入り口近くで櫛引、新居とともにレストランを経営。その後は独立しシカゴに拠点を移し、レストランを複数経営していた。
1909年（明治42年）9月27日、アメリカ・シカゴにて死去。享年46歳。シカゴのオーク・ウッズ墓地（英語: Oak Woods Cemetery）に墓がある。孫で歌手の渡辺はま子が慰霊のため、シカゴを訪れた際に、墓を立て直している。